# 尤维洁
尤维洁（1953年—），生于北京，天安门母亲运动的三位发起人之一。其丈夫杨明湖毕业于清华大学机械专业，生前是中国贸易促进委员会专利部法律处工作人员，于六四天安门事件中因遭中国人民解放军枪击丧生。2014年，尤维洁接替丁子霖开始担任天安门母亲群体代言人。2014年4月7日，因将一篇采访六四难属的文章发表在《中国人权双周刊》上，尤维洁被派出所传唤一天。